# Debian
Debian — дистрибутив Linux, який складається тільки з вільного програмного забезпечення (main-секції архіву Debian). Популярний та впливовий дистрибутив Linux. Багатоцільова операційна система, що використовується: настільними комп'ютерами, лептопами, серверами, вбудованими системами.
Неофіційним варіантом є Debian GNU/Hurd, побудований на базі мікроядра GNU Mach і набору програм-серверів GNU Hurd.
Як доповнення до послуги дозволяється встановлювати пакунки у форматі .deb, які не були включені до головного репозиторію, з причини надто обмеженої ліцензії або можливих законодавчих непорозумінь. А саме:
- додаткові (Contrib) — пакунки у цій частині розповсюджуються власником авторського права на умовах вільної ліцензії, але залежать від комерційного програмного забезпечення;
- обмежені (Non-Free) — ліцензії пакетів у цій частині мають умови, що обмежують розповсюдження ПЗ.
- обмежені вбудовані (Non-Free-Firmware) — ліцензії пакетів вбудованих програм у цій частині мають умови, що обмежують розповсюдження ПЗ.

Випуск Debian GNU/Linux 12 містить 64419 пакунків.
Debian є основою для ряду Debian-подібних дистрибутивів. Найвідоміші: Ubuntu, Linux Mint, Adamantix, Clusterix, Dreamlinux, Knoppix, Linspire, Maemo, Xandros.
Debian відомий суворою відданістю філософії Unix та вільному програмному забезпеченню. ОС портована на 9 архітектур серед яких, окрім типових архітектур x86 та x86-64, є архітектури ARM та MIPS (які використовують переважно у вбудованих системах); архітектура s390x, використовується мейнфреймами серії IBM System z.
Система керування пакунками програмного забезпечення Debian (особливо APT) відома своєю суворою політикою стосовно пакунків та якості випусків. APT дозволяє легко оновлювати систему, а також автоматично розв'язувати залежності між пакунками. Debian використовує повністю прозорий процес розробки і тестування. Система розробляється волонтерами з усього світу і підтримується пожертвами, які збирає некомерційна організація «Програмне забезпечення в інтересах суспільства»).
Типова інсталяція для робочої станції включає:
- графічне середовище GNOME;
- офісний пакет LibreOffice;
- браузер Mozilla Firefox;
- графічні редактори Gimp, Inkscape;
- програма роботи з електронною поштою та організатор Evolution;
- робота із CD/DVD-носіями;
- аудіо/відео програвачі (використовуються вільні кодеки);
- переглядач PDF документів.

Для базової інсталяції досить першого CD/DVD або USB-носія. На інших (7 CD-дисках) — міститься доповнювальне програмне забезпечення. Такий спосіб установлення є актуальним, коли Ви не маєте інтернет-з'єднання.
Під час встановлення ОС, система запропонує вибрати репозиторій та встановити оновлення (якщо присутнє інтернет-з'єднання). Надалі, система налаштовується таким чином, що процес оновлення відбувається автоматично.

## Історія проєкту
Вперше дистрибутив Debian анонсував Іан Мердок, тоді студент Університету Пердью, 16 серпня 1993 року. На початку Мердок назвав свою систему «Debian Linux Release». Назва «Debian» була утворена від перших літер його імені та імені тодішньої дівчини (згодом — дружини, з якою він розлучився у січні 2008) Дебри: Debra + Ian (/dɛbˈiːjən/). Він мав на меті створити новий дистрибутив, котрий буде відкрито розроблятись, як Linux та GNU, старанно і сумлінно збиратись та якісно супроводжуватись і підтримуватись.
На початку проєкт розвивався повільно, перші версії 0.9.х були випущені у 1994 та 1995 роках. Перші портування на інші архітектури розпочались у 1995 році. Реліз 1.х здійснено у 1996 році. Тоді ж Брюс Перенс (Bruce Perens) змінив Яна Мердока з посади лідера проєкту. В цьому ж році один з розробників, Іен Шуйслер (Ean Schuessler) запропонував укласти суспільну угоду між проєктом та його користувачами. За результатами обговорення у поштовій розсилці було укладено Соціальну Угоду та Посібник по вільних програмах Debian [Архівовано 22 січня 2014 у Wayback Machine.], котрі описували базові вимоги до розробників дистрибутиву. Брюс Перенс також ініціював створення офіційної організації «Програми в інтересах суспільства», котра б опікувалась проєктом, вирішувала фінансові та юридичні питання.

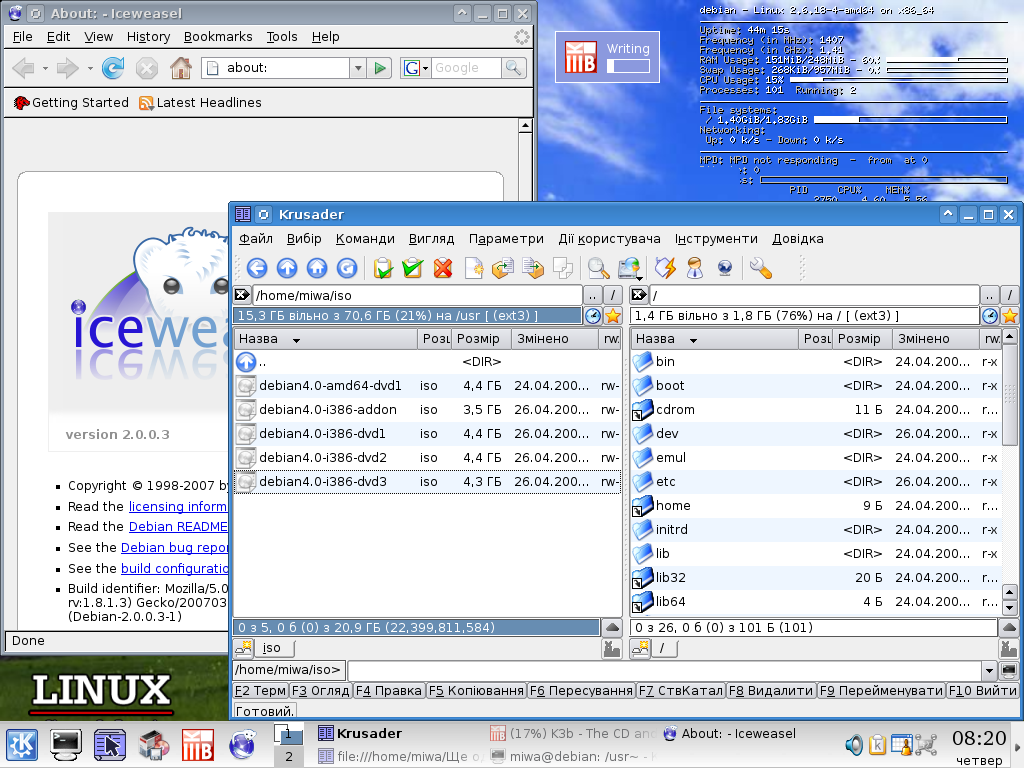
Знімок екрану Debian 4.0. Робоче оточення KDE

У 1998 році, перед випуском версії 2.0, першої, яка базувалась на бібліотеці glibc, Брюс Перенс залишив проєкт. Учасники провели вибори на посаду нового лідера та випустили два нових релізи гілки 2.х, кожен з яких містив все більше пакунків та портів на різні архітектури. В цей час було розроблено АРТ та започатковано перший проєкт на ядрі, відмінному від Лінукс — Debian GNU/Hurd. У 1999 році було запущено перші дистрибутиви на основі Debian — Corel Linux та Stormix's Storm Linux, які нині[коли?] більше не підтримуються.
Наприкінці 2000 року, проєкт отримав значні зміни в архівуванні та релізах стабільної версії. Реорганізовано репозиторії програм, введено сховища пакунків («package tools») та створено тестову гілку у вигляді тестового майданчика для запланованого випуску. В цьому ж році розробники почали проводити конференції під назвою Дебконф (Debconf), на яких обговорюються задачі для розробників та технічних користувачів.
У версії 4.0.x вперше за історію проєкту з дистрибутиву було вилучено архітектуру] — m68k.

## Процедури розробки
Пакунки, що знаходяться у розробці вивантажуються до нестабільної (відомої також як Sid) та експериментальної гілок проєкту. Це, як правило, нормальні, стабільні версії програм, випущені основним розробником, але зі специфічними для Debian модифікаціями, які можуть спричинити проблеми. Нестабільні чи не цілком готові програми переносяться до експериментальної гілки.
Після тимчасового перебування у нестабільній гілці (в залежності від необхідності внесених у програму змін) пакунок автоматично мігрує до тестової гілки. Це, щоправда, відбувається лише в тому випадку, якщо у ньому не знаходять критичних помилок і якщо їх не містять інші програми, потрібні для функціонування даної.
Оскільки оновлення стабільних випусків Debian не містить поновлень програм, а лише поновлення безпеки, багато користувачів обирають тестову та нестабільну гілки з новішими пакунками. Проте, ці гілки менше протестовані, а нестабільна ще й не отримує вчасно оновлень безпеки.

## Випуски
Станом на грудень 2023 року стабільним випуском є версія 12 «Bookworm». Після виходу нової версії, попередню стабільну помічають, як «стару стабільну» (oldstable) — у даний час нею є версія 11 «Bullseye».
Для stable і oldstable версій виходять періодичні оновлення, які, маркуються, наприклад, 10.1.
Команда безпеки проєкту Debian (Debian security team) випускає оновлення безпеки для останнього стабільного випуску, а також для попереднього стабільного випуску (oldstable) протягом одного року після виходу нового. Наприклад, версія 4.0 «Etch» вийшла у квітні 2007 року, це означає, що попередня стабільна версія 3.1 «Sarge» буде підтримуватися до квітня 2008 року. Для виконання більшості задач, суворо рекомендують використовувати лише систему, для якої регулярно виходять оновлення безпеки. Для тестової (testing) гілки також виходять оновлення безпеки; цим займається спеціальна команда добровольців, «Debian testing team» — оновлення не є офіційними.
| Версія | Кодове ім'я | Кодове ім'я      | Останнє оновлення (дата) | Кількість підтримуваних архітектур | Кількість пакетів | Дата виходу    | Термін підтримки до              |
| Версія | Оригінальне | Українською      | Останнє оновлення (дата) | Кількість підтримуваних архітектур | Кількість пакетів | Дата виходу    | Термін підтримки до              |
| ------ | ----------- | ---------------- | ------------------------ | ---------------------------------- | ----------------- | -------------- | -------------------------------- |
| 0.93R6 |             |                  |                          | 1                                  |                   | 26 жовтня 1995 |                                  |
| 1.1    | Buzz        | Базз             |                          | 1                                  | 474               | 17 червня 1996 | 1996                             |
| 1.2    | Rex         | Рекс             |                          | 1                                  | 848               | 12 грудня 1996 | 1996                             |
| 1.3    | Bo          | Бо               |                          | 1                                  | 974               | 5 червня 1997  | 1997                             |
| 2.0    | Hamm        | Гемм             |                          | 2                                  | ≈ 1,500           | 24 липня 1998  | 1998                             |
| 2.1    | Slink       | Слінк            |                          | 4                                  | ≈ 2,250           | 9 березня 1999 | грудня 2000                      |
| 2.2    | Potato      | Потейто          |                          | 6                                  | ≈ 3,900           | 15 серпня 2000 | квітня 2003                      |
| 3.0    | Woody       | Вуді             |                          | 11                                 | ≈ 8,500           | 19 липня 2002  | серпня 2006                      |
| 3.1    | Sarge       | Сарж             |                          | 11                                 | ≈ 15,400          | 6 червня 2005  | квітня 2008                      |
| 4.0    | Etch        | Етч              | 4.0r9 (22 трав. 2010)    | 11                                 | ≈ 18,000          | 8 квітня 2007  | лютого 2010                      |
| 5.0    | Lenny       | Лені             | 5.0.10 (10 бер. 2012)    | 12                                 | > 23 000          | 14 лютого 2009 | лютого 2012                      |
| 6.0    | Squeeze     | Висклик          | 6.0.10 (19 лип. 2014)    | 9+2[A]                             | > 29 050          | 6 лютого 2011  | 29 лютого 2016                   |
| 7.0    | Wheezy      | Візі             | 7.11 (4 черв. 2016)      | 13                                 | 35 962            | 4 травня 2013  | 31 травня 2018                   |
| 8.0    | Jessie      | Джесі            | 8.11 (23 черв. 2018)     | 10                                 | > 43 000          | 25 квітня 2015 | 30 червня 2020                   |
| 9.0    | Stretch     | Стреч            | 9.13 (18 лип. 2020)      | 10                                 | ≈ 51000           | 17 червня 2017 | 1 січня 2020/LTS 30 червня 2022  |
| 10.0   | Buster      | Бастер           | 10.13 (10 вер. 2022)     | 10                                 | ≈ 59000           | 6 липня 2019   | 30 червня 2022/LTS 1 червня 2024 |
| 11.0   | Bullseye    | Яблучко          | 11.11 (31 сер. 2024)     | 9                                  | 59551             | 14 серпня 2021 | 14 серпня 2026                   |
| 12.0   | Bookworm    | Книжковий Хробак | 12.11 (17 трав. 2025)    | 9                                  | 64419             | 10 червня 2023 | 10 червня 2028                   |

| Умовні позначення:        | Умовні позначення: | Умовні позначення: | Умовні позначення: |
| ------------------------- | ------------------ | ------------------ | ------------------ |
| заплановано/розробляється | поточна версія     | підтримується      | не підтримується   |

## Порти

### Архітектури
Debian 12 має офіційні порти для наступних архітектур:
- amd64 — архітектура x86-64 розроблена для Intel/AMD 64-біт
- i386 — архітектура IA-32, розроблена для Intel/AMD 32-біт
- ppc64el — архітектура PowerPC
- s390x — архітектура IBM ESA/390
- armel — архітектура ARM 32-біт
- armhf — архітектура ARM 32-біт
- arm64 — архітектура ARM 64-біт
- mipsel — Архітектура MIPS (little-endian) 32-біт
- mips64el — Архітектура MIPS 64-біт
- riscv64 — Архітектура RISC-V 64-біт (в розробці)

### Ядра
Проєкт характеризує себе, як «Універсальна Операційна Система» та чимало портів усього користувацького програмного забезпечення на багато операційних систем
Окрім дистрибутива з ядром Linux, раніше[коли?] існували також варіанти Debian GNU/kFreeBSD (на ядрі FreeBSD) і Debian GNU/NetBSD (на ядрі NetBSD). Існує також неофіційний дистрибутив Debian GNU/Hurd, побудований на основі операційної системи GNU Hurd.

### Робочі середовища
Debian GNU/Linux має шість різновидів інсталяції робочого середовища. Базове середовище — GNOME, а також KDE, Xfce, LXDE, Cinnamon, MATE — як альтернативи.

LXDE
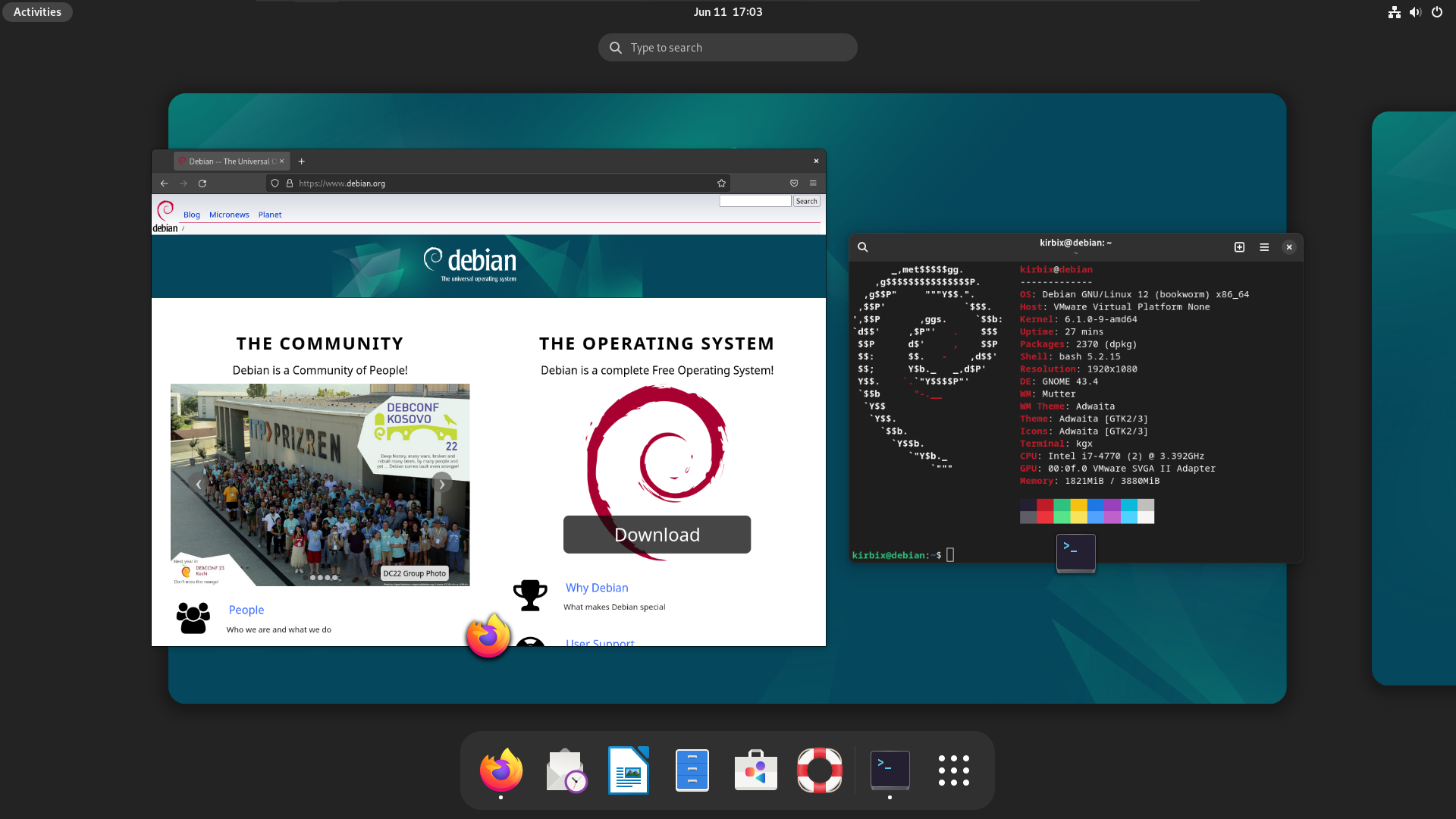
GNOME
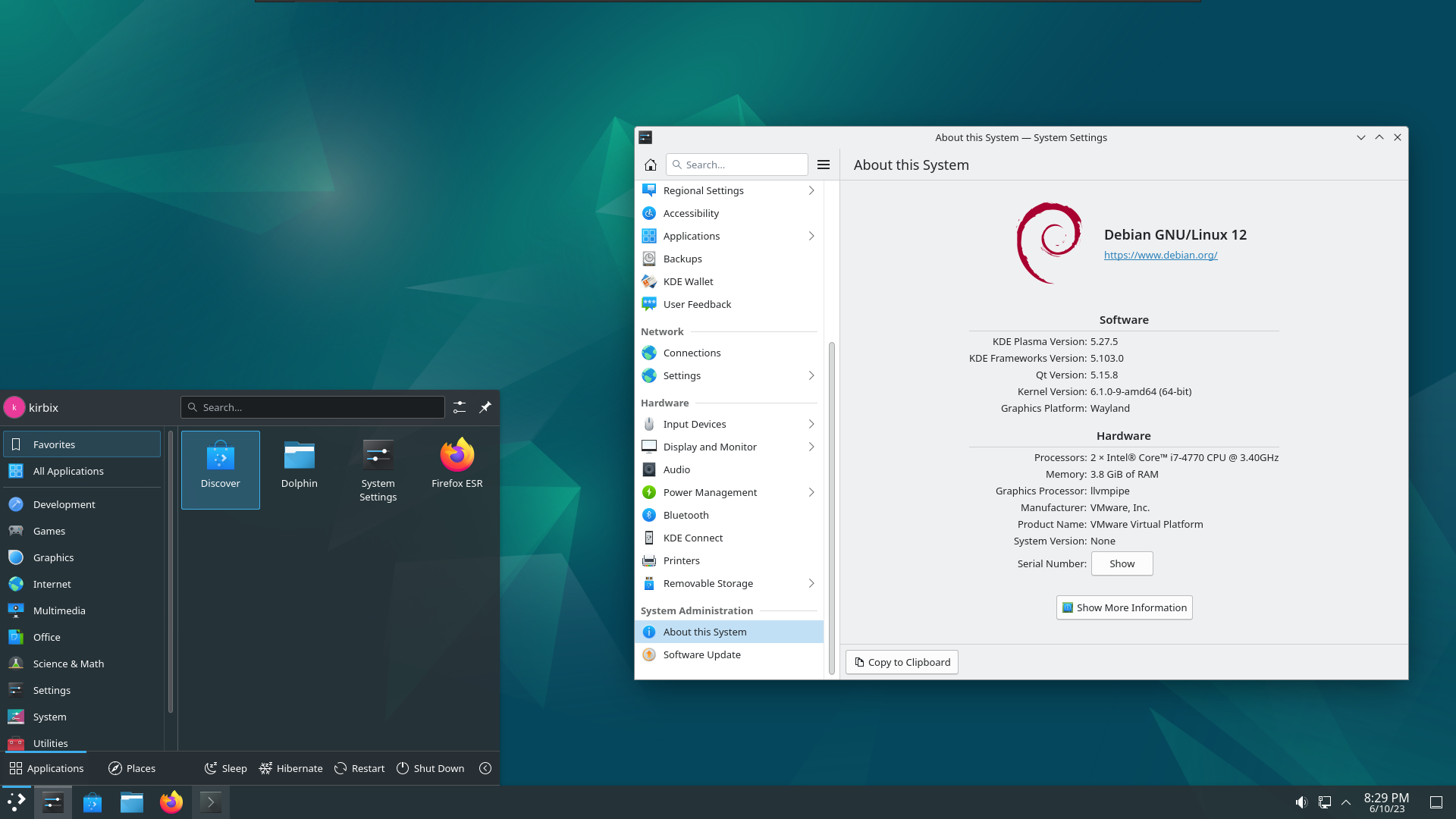
KDE
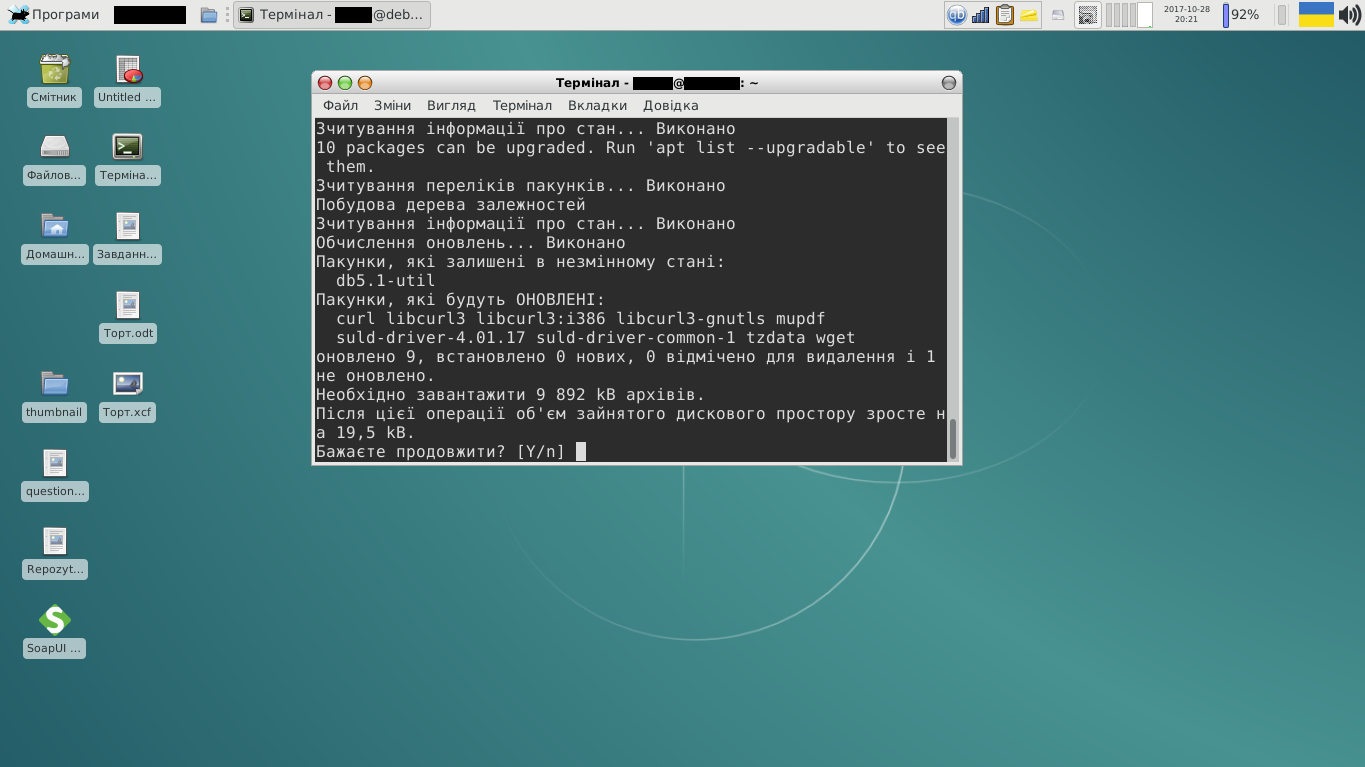
Xfce
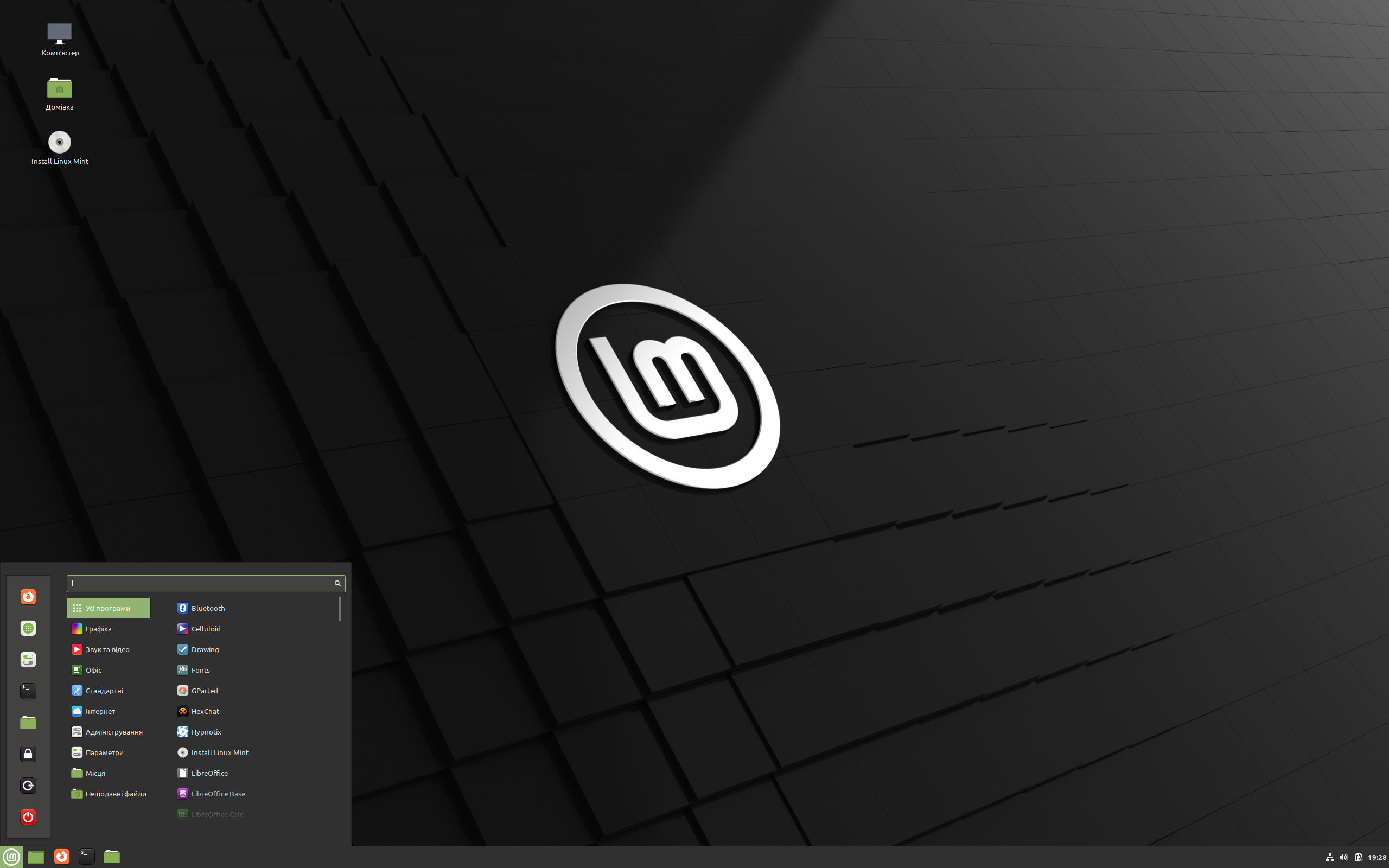
Cinnamon
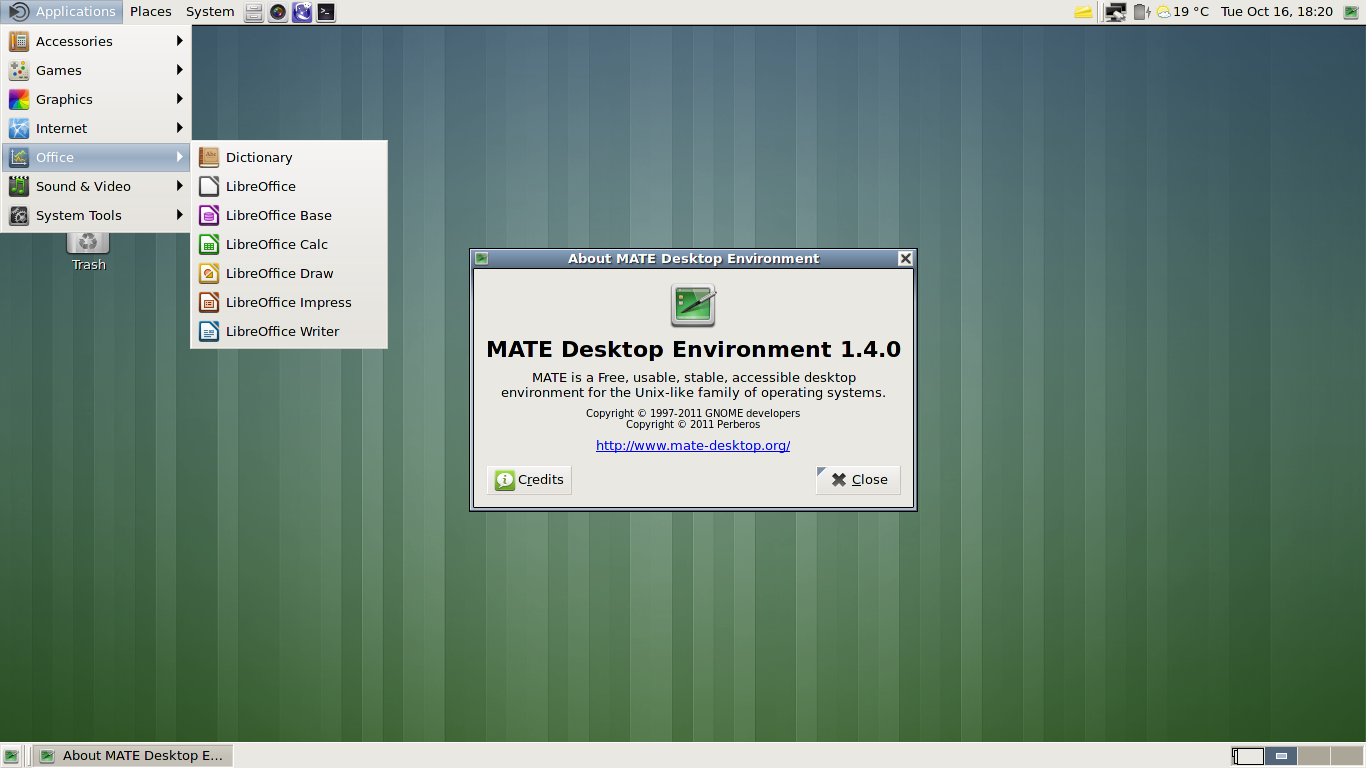
MATE

### Debian Live
Система Debian Live — версія Debian, котра завантажується зі змінного носія інформації, наприклад, CD, DVD, USB-носій або netboot без наявності жорсткого диска. Це дає можливість користувачам працювати із операційною системою Debian не встановлюючи. Існує шість версій Debian Live з робочими середовищами: GNOME, KDE, Xfce, LXDE, MATE, Cinnamon.

## Лідери проєкту
| Іан Мердок, засновник дистрибутиву | серпень 1993 — березень 1996  |
| Брюс Перенс                        | квітень 1996 — грудень 1997   |
| Ян Джексон                         | січень 1998 — грудень 1998    |
| Віхерт Аккерман                    | січень 1999 — березень 2001   |
| Бен Коллінс                        | квітень 2001 — квітень 2002   |
| Бідейл Гарбі                       | квітень 2002 — квітень 2003   |
| Мартін Мічлмаір                    | березень 2003 — березень 2005 |
| Брендан Робінсон                   | квітень 2005 — квітень 2006   |
| Ентоні Таунс                       | квітень 2006 — квітень 2007   |
| Сем Осевар                         | квітень 2007 — квітень 2008   |
| Стів Макінтайр                     | квітень 2008 — квітень 2010   |
| Стефано Закіролі                   | квітень 2011 — квітень 2013   |
| Лукас Нуссбаум                     | квітень 2013 — квітень 2015   |
| Ніл МакГоверн                      | квітень 2015 — квітень 2016   |
| Мегді Доґґай                       | квітень 2016 — квітень 2017   |
| Кріс Лемб                          | квітень 2017—квітень 2019     |
| Сем Гартман                        | квітень 2019 — квітень 2020   |
| Джонатан Картер                    | квітень 2020 — поточний       |

## Переваги та недоліки
У складі Debian понад 64 000 скомпонованих пакунків. Оскільки стабільний випуск проходить ретельне та всебічне тестування, система та пакунки в ній є доволі надійними. Але оскільки тестування займає багато часу, то одним з недоліків Debian є певна застарілість програм стабільної збірки. Між випусками 3.0 та 3.1 минуло майже 3 роки. І хоча випуск Debian 4.0 було анонсовано на грудень 2006 року (18 місяців після випуску 3.1), насправді він відбувся лише 8 квітня 2007 року. Цей недолік частково виправляється наявністю т. зв. бекпортованих пакунків (оновлених версій програм, скомпільованих у стабільному середовищі й для стабільного середовища), доступних в числі іншого з майданчиків backports.org і apt-get.org. Проте, в деяких випадках ці пакунки погано інтегруються в систему, викликаючи можливі клопоти з поновленням чи конфлікти з іншими програмами.
Тестова гілка часто містить оновлене програмне забезпечення, котре значно стабільніше, аніж можна було б подумати, дивлячись на назву гілки. Проте одразу після нового випуску в ній відбуваються значні зміни.
Іншим зауваженням є те, що деякі документи та програми недоступні в офіційній системі Debian, оскільки вони не відповідають вимогам Проєкту.
Документи, що випущені під GNU Free Documentation License з недоступними для змін секціями, розглядаються проєктом як не повністю вільні й поміщаються до секції non-free. У таких випадках програми чи документи можна отримати від третіх сторін або ж з секції non-free файлосховищ Debian, або ж відшукати іншу програму, що відповідає вашим вимогам та є вільною. Наприклад, власницький Адоб Акробат-читач (Adobe Acrobat reader) не постачається з Debian, але, по-перше, вам доступні інші програми для читання документів PDF, а по-друге, сам Acrobat reader можна завантажити з вебсайту фірми-виробника і встановити вручну.
Дехто критикує проєкт за те включення до секції non-free деяких власницьких програм замість того, щоб повністю відмовитись від їх використання. Раніше Debian включав вільні пакунки з невільними компонентами до головної збірки, проте зараз відділяє деякі програми, як, наприклад, власницькі драйвери пристроїв у ядрі Лінукс.
Наприкінці 2000 року в проєкті зроблено значні зміни в управлінні архівами та випусками, реорганізовано процеси за допомогою нових «сховищ пакунків» (package pools) і створено тестову (testing) гілку. Також, у цьому році розпочали проведення щорічної конференції під назвою Debconf для розробників та користувачів Debian.

## Цікаві факти
- НАСА використала систему Debian в експериментах на шатлі Колумбія[26].
- Всі версії Debian названі в честь персонажів мультфільму Історія іграшок

## Виноски
1. ↑  Updated Debian 12: 12.11 released. 17 травня 2025. Процитовано 19 травня 2025.
2. ↑  License information. Debian. Архів оригіналу за 22 квітня 2016. Процитовано 28 лютого 2009.
3. 1 2 3 4 5 6 7 8  Debian -- News -- Debian 12 "bookworm" released. www.debian.org. Процитовано 2 серпня 2023.
4. ↑  Ian Murdock (16 серпня 1993). New release under development; suggestions requested. Група новин: comp.os.linux.development. Usenet: CBusDD.MIK@unix.portal.com. Архів оригіналу за 8 червня 2013.
5. ↑  Fort Wayne News-Sentinel. 6 лютого 2008. Архів оригіналу за 1 листопада 2014. [Архівовано 2014-11-01 у Wayback Machine.]
6. ↑  Архівована копія. Архів оригіналу за 11 квітня 2021. Процитовано 22 серпня 2020.{{cite web}}:  Обслуговування CS1: Сторінки з текстом «archived copy» як значення параметру title (посилання)
7. ↑  Debian security FAQ. 28 лютого 2007. Архів оригіналу за 23 червня 2013. Процитовано 20 квітня 2007. Q: How is security handled for testing and unstable? / A: The short answer is: it's not.
8. ↑  A Brief History of Debian: Debian Releases. Архів оригіналу за 23 червня 2013. Процитовано 22 червня 2008. [Архівовано 2013-05-20 у Wayback Machine.]
9. ↑  Debian security FAQ: Lifespan. Архів оригіналу за 30 квітня 2007. Процитовано 26 квітня 2007.
10. ↑  Debian testing security team. Архів оригіналу за 30 квітня 2008. Процитовано 21 квітня 2008. [Архівовано 2008-04-30 у Wayback Machine.]
11. 1 2  Debian GNU/Linux 5.0 released. Debian. 14 лютого 2009. Архів оригіналу за 21 серпня 2011. Процитовано 15 лютого 2009.
12. ↑  Security Support for Debian GNU/Linux 5.0 terminated on February 6th. Архів оригіналу за 1 травня 2012. Процитовано 26 жовтня 2012.
13. ↑  Claes, Luk (1 вересня 2008). Release Update: freeze guidelines, testing, BSP, rc bug fixes. debian-devel-announce (Список розсилки). Архів оригіналу за 11 вересня 2017. Процитовано 31 жовтня 2008.
14. ↑  Debian 6.0 "Squeeze" released [Архівовано 12 березня 2019 у Wayback Machine.](англ.)
15. 1 2 3  LTS - Debian Wiki. wiki.debian.org. Архів оригіналу за 7 травня 2020. Процитовано 3 квітня 2016.
16. ↑  McGovern, Neil (3 вересня 2010). Release Update: freeze guidelines, transitions, BSP, rc bug fixes. debian-devel-announce (Список розсилки). Архів оригіналу за 20 грудня 2019. Процитовано 3 вересня 2010.
17. ↑  Barratt, Adam (27 липня 2012). Bits from the nippy Release Team. debian-devel-announce (Список розсилки). Архів оригіналу за 30 липня 2012. Процитовано 28 липня 2012.
18. ↑  Debian - News - Debian 8 "Jessie" released. Архів оригіналу за 18 червня 2017. Процитовано 8 січня 2017. [Архівовано 2017-06-18 у Wayback Machine.]
19. ↑  Debian 8 "Jessie" Will Be Officially Released on April 25, 2015. Архів оригіналу за 5 квітня 2015. Процитовано 4 квітня 2015.
20. 1 2  Release Team Sprint Results. Архів оригіналу за 21 лютого 2018. Процитовано 29 грудня 2014.
21. ↑  Planned release of stretch on 2017-06-17 and the last weeks up to the release. Архів оригіналу за 12 червня 2017. Процитовано 13 червня 2017.
22. ↑  Debian -- Debian “buster” Release Information. www.debian.org. Процитовано 21 серпня 2023.
23. ↑  Debian 11 "bullseye" released. 14 серпня 2021. Архів оригіналу за 14 серпня 2021. Процитовано 6 вересня 2021. [Архівовано 2021-08-14 у Wayback Machine.]
24. ↑  Debian -- Ports (Webpage). Webpage (English) . Debian Foundation. 28. Архів оригіналу за 23 червня 2013. Процитовано 10 серпня 2007.
25. ↑  DebianLive — Debian Wiki. Архів оригіналу за 3 травня 2019. Процитовано 21 квітня 2008.
26. ↑  Linux Out of the Real World. Jul 01, 1997. Архів оригіналу за 31 березня 2012. Процитовано 26 жовтня 2012.

### Українські вебсайти
- Debian на DLOU сторінка документації українською мовою на docs.linux.org.ua

### Офіційні ресурси проєкту
- Офіційний вебсайт [Архівовано 27 жовтня 2009 у Wayback Machine.]
- Офіційна Вікі проєкту Debian
- Довідник по Debian [Архівовано 14 листопада 2006 у Wayback Machine.]
- Історія проєкту Debian [Архівовано 4 січня 2007 у Wayback Machine.]
- Посібник з політики Debian [Архівовано 14 листопада 2006 у Wayback Machine.]

### Вебсайти спільноти
- Debian Administration [Архівовано 10 лютого 2011 у Wayback Machine.] поради для адміністраторів
- Debian Planet новини та дискусії
- Planet Debian [Архівовано 15 листопада 2006 у Wayback Machine.] блоги розробників
- Форуми користувачів Debian [Архівовано 26 лютого 2006 у Wayback Machine.] а також на Linux.org.ua [Архівовано 22 лютого 2008 у Wayback Machine.], Lafox.net [Архівовано 29 лютого 2008 у Wayback Machine.], …
- Каталог знімків програм для дистрибутиву Debian [Архівовано 1 травня 2022 у Wayback Machine.]
- Проєкт перекладу описів пакунків Debian (та обговорення [Архівовано 14 травня 2008 у Wayback Machine.])
- Сервер перекладів Debian i18n Task Force[недоступне посилання з червня 2019] (та Wiki)
- Списки розсилання Дебіен (зокрема debian-user-ukrainian@lists.debian.org)
- i18n. Про переклад документації та вебсторінок проєкту Дебіен [Архівовано 9 січня 2010 у Wayback Machine.]
- Генератор персонального завантажувального Дебіен